# Вер (Рейнланд-Пфальц)
Вер (нем. Wehr) — община в Германии, в земле Рейнланд-Пфальц.
Входит в состав района Арвайлер. Подчиняется управлению Брольталь. Население составляет 1119 человек (на 31 декабря 2010 года). Занимает площадь 9,92 км².